# Селивановская (Ростовская область)
Селивановская — станица в Милютинском районе Ростовской области.
Административный центр Селивановского сельского поселения.

## География

### Улицы
| - ул. Ворошилова, - ул. Восточная, - ул. Заречная, - ул. Кооперативная, - ул. Молодёжная, - ул. Октябрьская, - ул. Песчаная, - ул. Привольная, - ул. Ростовская, - ул. Садовая, | - ул. Солнечная, - ул. Степная, - ул. Титова, - ул. Череватенко, - ул. Черемушки, - ул. Южная, - пер. Вишневый, - пер. Цветочный, - пер. Школьный. |

## Население
| 2010 |
| ---- |
| 1222 |

### Известные люди
В станице родился Череватенко, Алексей Тихонович — Герой Советского Союза.

## Достопримечательности
Территория Ростовской области была заселена еще в эпоху неолита. Люди, живущие на древних стоянках и поселениях у рек, занимались в основном собирательством и рыболовством. Степь для скотоводов всех времён была бескрайним пастбищем для домашнего рогатого скота. От тех времен осталось множество курганов с захоронениями  жителей этих мест. Курганы и курганные группы находятся на государственной охране.
Поблизости от территории станицы Селивановской Милютинского района расположено несколько достопримечательностей – памятников археологии. Они охраняются в соответствии с Федеральным законом от 25.06.2002 N 73-ФЗ "Об объектах культурного наследия (памятниках истории и культуры) народов Российской Федерации", Областным законом от 22.10.2004 N 178-ЗС "Об объектах культурного наследия (памятниках истории и культуры) в Ростовской области", Постановлением Главы администрации РО от 21.02.97 N 51 о принятии на государственную охрану памятников истории и культуры Ростовской области и мерах по их охране и др. 
- Курганная группа "Радиомачта" из 12 курганов. Находится на расстоянии около 2,0 км к северу от станицы Селивановской.
- Курган "Богачев". Находится на расстоянии около 1,5 км к северо-западу от станицы Селивановской.
- Курганная группа "Вознесенский I" из 4 курганов. Находится на северо-восточной окраине станицы Селивановской.
- Курган "Селивановский I". Находится на южной окраине станицы Селивановской[3].